# Pebrinha
A pebrinha (também chamada gatina) é uma doença do bicho-da-seda, causada por um fungo, o microsporídio Nosema bombycis, assim batizado em 1857 por Karl Wilhelm von Nägeli. Este fungo parece ter sido registado pela primeira vez em 1849, antes da identificação da pebrinha por Guérin-Méneville, que julgava erroneamente que os bichos-da-seda nos quais a observou estariam afetados pela muscardina. Após a identificação da pebrinha, Cornalia, Franz Leydig, Balbiani, Béchamp e Pasteur estudaram mais profundamente o agente microbiano ("corpúsculo").
À escala macroscópica, a pebrinha é caraterizada por manchas castanho-escuras no corpo da larva ou lagarta, e no indivíduo adulto (a mariposa). São essas manchas que estão na origem do nome da pebrinha, uma vez que os vermes afetados apresentam pequenos pontos negros semelhantes a grãos de pimenta (pebre, pimenta em provençal). A larva infetada é incapaz de enrolar as fibras de seda para construir o casulo .
Esta doença dizimou as explorações de bicho-da-seda em meados século XIX. Depois da doença da batata, da videira e das árvores de fruto, veio a doença do bicho-da-seda chamada gatina na Itália, que causou perturbações consideráveis na produção e no comércio da seda. Os trabalhos de Louis Pasteur permitiram erradicar a pebrinha, mas não conseguiram triunfar sobre outra doença: a flacidez.

## Outras doenças do bicho-da-seda
- Flacidez
- Muscardina